# Нанук (река, Виктория)
Нанук (англ. Nanook River, в переводе — «белый медведь») — река на острове Виктория, Северная Канада. Берёт начало в Северо-Западных территориях и кончается в провинции Нунавут.
Исток расположен на центральной равнине острова, к югу от горной цепи Шейлер-Маунтинс и к северу от Кеймбридж-Бей (примерно на расстоянии двух часов полёта на DHC-6 Twin Otter).
Река течёт в восточном направлении, проходит через порог и затем впадает в озеро Намайкаш (англ. Namaycush Lake). Отсюда она отклоняется в северном направлении и протекает ещё через несколько озёр, наибольшую величину среди которых имеет конечное из них, достигающее десяти километров в длину и семи в ширину. На протяжении последних восьми километров пути реки расположено несколько не нанесённых на карту порогов, преодолевая которые, река впадает в бухту Хэдли-бей, соединяющуюся с проливом Вайкаунт-Мелвилл.
Эта река не имеет ледникового питания. На её берегах были обнаружены такие растения, как мытник, полярный мак, дриада, представители осоковых, встречаются также заросли ив. В районе устья часто встречаются белые медведи, а на всём протяжении реки песцы, лемминги, овцебыки, белые совы и Карибу Пири.